# Croton priorianus
Croton priorianus är en törelväxtart som beskrevs av Ignatz Urban. Croton priorianus ingår i släktet Croton och familjen törelväxter. Inga underarter finns listade i Catalogue of Life.